# Comtés de l'État du Kansas
L'État américain du Kansas est divisé en 105 comtés (counties).
Le Kansas est le cinquième État pour le nombre des comtés. Beaucoup de comtés dans la partie orientale de l'État sont nommés d'après des Américains éminents de la fin du 18e siècle et de la première moitié du 19e siècle, tandis que ceux dans la partie centrale et occidentale sont nommés d'après des personnalités de la guerre de Sécession. Plusieurs comtés à travers portent des noms d’origine amérindienne. 
Le comté de Wyandotte, la ville de Kansas City, le comté de Greeley et la ville de Tribune, fonctionnent comme des gouvernements unifiés.
30 comtés portent un nom unique, tandis que chacun des 75 autres a un ou plusieurs homonymes exacts dans les autres États de l'Union.

## Liste des comtés
- Allen - Siège : Iola
- Anderson - Siège : Garnett
- Atchison - Siège : Atchison
- Barber - Siège : Medicine Lodge
- Barton - Siège : Great Bend
- Bourbon - Siège : Fort Scott
- Brown - Siège : Hiawatha
- Butler - Siège : El Dorado
- Chase - Siège : Cottonwood Falls
- Chautauqua - Siège : Sedan
- Cherokee - Siège : Columbus
- Cheyenne - Siège : St. Francis
- Clark - Siège : Ashland
- Clay - Siège : Clay Center
- Cloud - Siège : Concordia
- Coffey - Siège : Burlington
- Comanche - Siège : Coldwater
- Cowley - Siège : Winfield
- Crawford - Siège : Girard
- Decatur - Siège : Oberlin
- Dickinson - Siège : Abilene
- Doniphan - Siège : Troy
- Douglas - Siège : Lawrence
- Edwards - Siège : Kinsley
- Elk - Siège : Howard
- Ellis - Siège : Hays
- Ellsworth - Siège : Ellsworth
- Finney - Siège : Garden City
- Ford - Siège : Dodge City
- Franklin - Siège : Ottawa
- Geary - Siège : Junction City
- Gove - Siège : Gove
- Graham - Siège : Hill City
- Grant - Siège : Ulysses
- Gray - Siège : Cimarron
- Greeley - Siège : Tribune
- Greenwood - Siège : Eureka
- Hamilton - Siège : Syracuse
- Harper - Siège : Anthony
- Harvey - Siège : Newton
- Haskell - Siège : Sublette
- Hodgeman - Siège : Jetmore
- Jackson - Siège : Holton
- Jefferson - Siège : Oskaloosa
- Jewell - Siège : Mankato
- Johnson - Siège : Olathe
- Kearny - Siège : Lakin
- Kingman - Siège : Kingman
- Kiowa - Siège : Greensburg
- Labette - Siège : Oswego
- Lane - Siège : Dighton
- Leavenworth - Siège : Leavenworth
- Lincoln - Siège : Lincoln Center
- Linn - Siège : Mound City
- Logan - Siège : Oakley
- Lyon - Siège : Emporia
- Marion - Siège : Marion
- Marshall - Siège : Marysville
- McPherson - Siège : McPherson
- Meade - Siège : Meade
- Miami - Siège : Paola
- Mitchell - Siège : Beloit
- Montgomery - Siège : Independence
- Morris - Siège : Council Grove
- Morton - Siège : Elkhart
- Nemaha - Siège : Seneca
- Neosho - Siège : Erie
- Ness - Siège : Ness City
- Norton - Siège : Norton
- Osage - Siège : Lyndon
- Osborne - Siège : Osborne
- Ottawa - Siège : Minneapolis
- Pawnee - Siège : Larned
- Phillips - Siège : Phillipsburg
- Pottawatomie - Siège : Westmoreland
- Pratt - Siège : Pratt
- Rawlins - Siège : Atwood
- Reno - Siège : Hutchinson
- Republic - Siège : Belleville
- Rice - Siège : Lyons
- Riley - Siège : Manhattan
- Rooks - Siège : Stockton
- Rush - Siège : La Crosse
- Russell - Siège : Russell
- Saline - Siège : Salina
- Scott - Siège : Scott City
- Sedgwick - Siège : Wichita
- Seward - Siège : Liberal
- Shawnee - Siège : Topeka
- Sheridan - Siège : Hoxie
- Sherman - Siège : Goodland
- Smith - Siège : Smith Center
- Stafford - Siège : Saint John
- Stanton - Siège : Johnson City
- Stevens - Siège : Hugoton
- Sumner - Siège : Wellington
- Thomas - Siège : Colby
- Trego - Siège : WaKeeney
- Wabaunsee - Siège : Alma
- Wallace - Siège : Sharon Springs
- Washington - Siège : Washington
- Wichita - Siège : Leoti
- Wilson - Siège : Fredonia
- Woodson - Siège : Yates
- Wyandotte - Siège : Kansas City